# André Villiers (homme politique)
Pour les articles homonymes, voir André Villiers et Villiers.
André Villiers, né le 13 décembre 1954 à Avallon (Yonne), est un homme politique français, ancien sénateur et président du conseil départemental de l'Yonne. Il est député de la 2e circonscription de l'Yonne de 2017 à 2024.

## Biographie
Agriculteur de profession, André Villiers, est élu maire de Vézelay en mars 2008. Quelques mois plus tard, le 24 juillet 2009, il devient sénateur de l'Yonne, en remplacement de Henri de Raincourt, nommé au gouvernement. 
Président départemental de l'UDI depuis décembre 2010, André Villiers est élu président du conseil général de l'Yonne le 31 mars 2011. Il est réélu à ces fonctions le 2 avril 2015.
Le 18 juin 2017, il est élu député de la 2e circonscription de l'Yonne, avec 54 % des suffrages exprimés au second tour.
Il siège dans les rangs de l'opposition durant son premier mandat puis, au terme de celui-ci, rejoint Horizons, le mouvement d'Édouard Philippe, et est investi par la majorité présidentielle aux élections législatives de 2022.

## Soutien au régime autoritaire de l'Azerbaïdjan
André Villiers est un relais habituel en France de l'Azerbaïdjan, considéré comme un pays au régime politique autoritaire et régulièrement mis en cause par les organisations de défense des droits de l'Homme. En septembre 2012, André Villiers rencontre Ilham Aliyev à Paris et le félicite de sa réélection en 2013, pourtant épinglée par l'OSCE pour des importants problèmes et irrégularités dans le scrutin. Néanmoins, il reconnait en 2013 devant les journalistes de France 3 Bourgogne que « l'Azerbaïdjan a sans doute des progrès à faire en démocratie ». En 2014, il publie un article où il glorifie le régime, décrivant le pays comme « un des meilleurs exemple de tolérance dans le monde », sans jamais mentionner la répression contre les opposants politiques au régime et l'emprisonnement de journalistes. 
Depuis 2009, il y fait régulièrement des déplacements pour y promouvoir les filières bovine et viticole icaunaise. Cependant, il réfute aujourd'hui les partenariats qu'il a mis en place entre le pays du Caucase et l'Yonne depuis 2011, stipulant en 2017 « il n'y a pas de coopération officielle entre le département de l'Yonne et l'Azerbaïdjan ». Il est vice-président de la XVe législature du groupe d'amitié France-Azerbaïdjan à l'Assemblée nationale. Il fait aussi partie du conseil d'administration de l'Association des amis de l'Azerbaïdjan, organe majeur dans la stratégie d'influence de l'Azerbaïdjan pour promouvoir son image auprès des pays étrangers. En septembre 2017, il a ainsi soutenu le régime azerbaïdjanais et témoigné contre deux journalistes dans un procès pour diffamation intenté en France par l'État azerbaïdjanais. Le 7 novembre 2017, le tribunal correctionnel de Nanterre a jugé la procédure intentée par l'Azerbaïdjan irrecevable, invoquant la censure politique.  La dictature est classée par Reporters sans frontières (RSF) 163e sur 180 au classement mondial de la liberté de la presse.

## Détail des mandats et fonctions
En cours
- Conseiller départemental de l'Yonne, élu du canton de Joux-la-Ville depuis 2015

Antérieurs
- Président du conseil général puis départemental de l'Yonne de 2011 à 2017
- Conseiller général de l'Yonne, élu du canton de Vézelay de 1992 à 2015
- Maire de Vézelay de 2008 à 2011
- Président de la communauté de communes du Vézelien de 2009 à 2013
- Maire de Pierre-Perthuis de 2001 à 2008
- Sénateur de l'Yonne de 2009 à 2012
- Député de la deuxième circonscription de l'Yonne de 2017 à 2024